# Stockholm (Wisconsin)
Stockholm ist ein Village im US-Bundesstaat Wisconsin im Pepin County. Stockholm wurde 1854 von Immigranten aus Karlskoga in Schweden gegründet. Im Jahr 2000 hatte Stockholm 97 Einwohner; die Schätzung im Jahr 2009 ergab eine Einwohnerzahl von 92. Der Ort liegt in der Town(ship) of Stockholm.

## Geografische Lage
Stockholm liegt am Lake Pepin, einer natürlichen Verbreiterung des Mississippi River, der die Grenze zu Minnesota bildet.
Stockholms geografische Koordinaten sind 44° 29′ N, 92° 16′ W (44,481326, −92,259653).
Nach den Angaben des United States Census Bureaus hat der Ort eine Fläche von 2,5 km², wovon 2,4 km² auf Land und 0,1 km² (= 3,12 %) auf Gewässer entfallen.

## Demografische Daten
Zum Zeitpunkt des United States Census 2000 bewohnten Stockholm 97 Personen. Die Bevölkerungsdichte betrug 40,3 Personen pro km². Es gab 89 Wohneinheiten, durchschnittlich 36,9 pro km². Die Bevölkerung bestand zu 100 % aus Weißen.
Die Bewohner Stockholms verteilten sich auf 48 Haushalte, von denen in 16,7 % Kinder unter 18 Jahren lebten. 56,3 % der Haushalte stellten Verheiratete, 4,2 % hatten einen weiblichen Haushaltsvorstand ohne Ehemann und 37,5 % bildeten keine Familien. 31,3 % der Haushalte bestanden aus Einzelpersonen und in 6,3 % aller Haushalte lebte jemand im Alter von 65 Jahren oder mehr alleine. Die durchschnittliche Haushaltsgröße betrug 2,02 und die durchschnittliche Familiengröße 2,53 Personen.
Die Dorfbevölkerung verteilte sich auf 15,5 % Minderjährige, 6,2 % 18–24-Jährige, 14,4 % 25–44-Jährige, 42,3 % 45–64-Jährige und 21,6 % im Alter von 65 Jahren oder mehr. Das Durchschnittsalter betrug 52 Jahre. Auf jeweils 100 Frauen entfielen 120,5 Männer. Bei den über 18-Jährigen entfielen auf 100 Frauen 121,6 Männer.
Das mittlere Haushaltseinkommen in Stockholm betrug 41.250 US-Dollar und das mittlere Familieneinkommen erreichte die Höhe von 46.250 US-Dollar. Das Durchschnittseinkommen der Männer betrug 26.250 US-Dollar, gegenüber 26.667 US-Dollar bei den Frauen. 